# Saint-Aubin-sur-Gaillon
Saint-Aubin-sur-Gaillon là một xã của tỉnh Eure, thuộc vùng Normandie, miền bắc nước Pháp.